# アルベルト・ブニャク
アルベルト・ブニャク（Albert Bunjaku, 1983年11月29日 - ）は、ユーゴスラビア連邦コソボ自治州（後のコソボ）ジラン出身で元コソボ代表のサッカー選手。現役時代のポジションはFW。アルバニア人である。

## 経歴

### クラブ
8歳の時に家族とともにスイスへ移住。グラスホッパー・クラブ・チューリッヒの下部組織を経て、2003年、当時チャレンジリーグ（2部）所属だったFCシャフハウゼンでプロデビュー。2003-04シーズンにはチームをスーパーリーグ（1部）昇格へと導いた。その後は、ブンデスリーガ2部のSCパーダーボルン07、FCロートヴァイス・エアフルトでプレー。2009年には1部に昇格したばかりの1.FCニュルンベルクへ移籍すると、移籍初年度にチーム最多の12得点を挙げる活躍を見せた。しかし翌年以降は怪我の影響もあり出場機会、得点ともに激減。2012-13シーズンからは当時2部に在籍していた1.FCカイザースラウテルンへ移籍した。カイザースラウテルンでは移籍初年度からキャプテンを務め、自身も13得点を挙げるなどチームを牽引。プレーオフに出場するもののTSGホッフェンハイムに敗れ1部昇格はならなかった。2013-14シーズン終了後、FCザンクト・ガレンに移籍し、再びスイスでプレーすることとなった。
2017年1月12日、FCエルツゲビルゲ・アウエに移籍した。
2022年5月、現役引退を表明した。

### 代表
2009年11月14日のノルウェー戦でA代表デビュー。2010 FIFAワールドカップでは当初はバックアップメンバーとしての登録だったが、マルコ・シュトレラーの負傷でエントリーメンバーに選出され、グループリーグ第2戦のチリ戦に出場した。
2014年3月5日、自らのルーツであるコソボ代表がFIFA承認の初の国際試合となるハイチ代表戦を主催し、同代表に招集された。ブニャクは既にスイス代表での出場歴があったが、同試合は国際Aマッチ扱いにはならないため出場が可能となった。

## 代表歴

### 出場大会
- スイス代表
  - 2010 FIFAワールドカップ
- コソボ代表

### 試合数
- 国際Aマッチ 6試合 0得点（スイス、2009年-2010年）[5]
- 国際Aマッチ 6試合 3得点（コソボ、2014年-2016年）[5]

| スイス代表 | 国際Aマッチ | 国際Aマッチ |
| 年         | 出場        | 得点        |
| ---------- | ----------- | ----------- |
| 2009       | 1           | 0           |
| 2010       | 5           | 0           |
| 通算       | 6           | 0           |

| コソボ代表 | 国際Aマッチ | 国際Aマッチ |
| 年         | 出場        | 得点        |
| ---------- | ----------- | ----------- |
| 2014       | 3           | 2           |
| 2015       | 0           | 0           |
| 2016       | 3           | 1           |
| 通算       | 6           | 3           |